# Agusti Pol
Agusti Pol Pérez (* 13. Januar 1977), oder kurz Agusti Pol, ist ein ehemaliger andorranischer Fußballspieler auf der Position des Mittelfelds. Er war zuletzt für CE Mataró in Spanien und in der Andorranischen Fußballnationalmannschaft aktiv.

## Verein
Pérez begann seine Profikarriere im Jahr 1995, im Verein UDA Gramenet in der damals drittklassigen Segunda División B in Spanien. In seiner Debütsaison belegte er mit der Mannschaft am Ende der Spielzeit den 8. Tabellenplatz. Ein Jahr später wurde er Dritter in der Meisterschaft, was bis zu seinen Karriereende auch sein größter Erfolg auf Vereinsebene bleiben sollte. Im Juli 1998 wechselte er zum Hauptstadtklub FC Andorra in die damals noch viertklassige Tercera División, stieg mit den Verein am Saisonende jedoch ab. Nach einer kurzen Station im katalanischen Verein FC Santboià, wechselte er innerhalb der Liga zum UE Vilassar de Mar, wo er zur Stammelf gehörte und innerhalb von 4 Jahren 156 Ligaspiele bestritt. Einen Aufstieg gelang ihn in seiner Zeit bei den Verein jedoch nicht. Ab 2005 ließ er seine Karriere im katalanischen Verein CE Mataró ausklingen und beendete seine Fußballerlaufbahn mit 30 Jahren im Juli 2006.

## Nationalmannschaft
Sein Debüt für die Andorranische Fußballnationalmannschaft gab Pérez am 13. November 1996 im Freundschaftsspiel gegen die Auswahl von Estland. Er war Teil der Mannschaft die das erste Länderspiel für Andorra bestritt und mit seinen Tor in der 61. Minute war er der erste Torschütze in der Geschichte der andorranischen Nationalmannschaft. Er nahm an Qualifikationsspielen zur Fußball-Weltmeisterschaft (2002), und der Europameisterschaft (2000, 2004) teil, konnte jedoch keine nennenswerten Erfolge erzielen. Seinen letzten Einsatz im Trikot der Nationalelf absolvierte er am 2. April 2003 gegen die Mannschaft aus Kroatien.